# USS Hawaii (CB-3)
USS Hawaii (CB-3) («Гавайи») — американский линейный крейсер типа «Аляска». Первый корабль ВМС США, названный в честь территории Гавайи. По планам должен был стать третьим кораблём серии. Заложен 20 декабря 1943 года, спущен на воду 3 ноября 1945 года, после чего на корабле начались достроечные работы. Тем не менее, линейный крейсер так и не был достроен несмотря на то, что существовал план достройки его в качестве первого американского ракетного крейсера, и позднее — план достройки в качестве корабля управления. 20 июня 1959 года недостроенный корабль был отбуксирован для разделки на металл.

## Конструкция
По проекту линейный крейсер «Гавайи» имел следующие главные размерения: общая длина — 246,43 м, осадка — 9,7 м. Проектное водоизмещение крейсера составляло 30 257 т, полное — 34 803 т. Главная энергетическая установка состояла из четырёх турбозубчатых агрегатов «Дженерал Электрик», каждый из которых работал на один гребной вал, и восьми паровых котлов «Бабкок-Уилкокс». Мощность энергетической установки составляла 150 000 л. с. (110 МВт), позволявшая развить максимальную скорость, равную 33 узлам (61 км/ч). Дальность плавания «Гавайев» должна была составить 12 000 морских миль (22 000 км) на скорости 15 узлов (28 км/ч).
Проект предусматривал размещение на корабле четырёх гидросамолётов и двух ангаров для них. Запуск гидросамолётов должны были осуществлять две катапульты.
Артиллерийское вооружение крейсера состояло из девяти 305-мм орудий главного калибра, размещённых в трёх трёхорудийных башнях (две в носу и одна — на корме).
Универсальная артиллерия крейсера должна была состоять из двенадцати 127-мм орудий в шести двухорудийных башнях. Лёгкая зенитная артиллерия: 56 40-мм «бофорсов» в счетверённых установках и 34 одноствольных 20-мм «эрликона».
Бронирование корабля состояло из главного броневого пояса толщиной 229 мм (9 дюймов), бронирования башен главного калибра, равного 325 мм (12,8 дюймов). Главная броневая палуба имела толщину 102 мм (4 дюйма).

## Строительство, планы достройки и окончательная судьба
В 1942 году заказ на постройку «Гавайев», сделанный ещё в 1940 году, приостановили ещё до начала работ на верфи. Остановка постройки коснулась и трёх других однотипных ему крейсеров, равно как и пяти линкоров типа «Монтана». Высвободившиеся судостроительные мощности и материалы были направлены на постройку кораблей, которые уже сейчас требовались флоту и могли быть построены быстрее: например, противолодочные корабли и т. п.. В июле 1942 года свыше 4100 тонн стального проката, предназначавшегося для постройки «Гавайев», были перенаправлены на строительство других кораблей. 25 мая 1943 года «Гавайи» вернули в программу строительства. 24 июня строительство трёх других крейсеров было отменено.

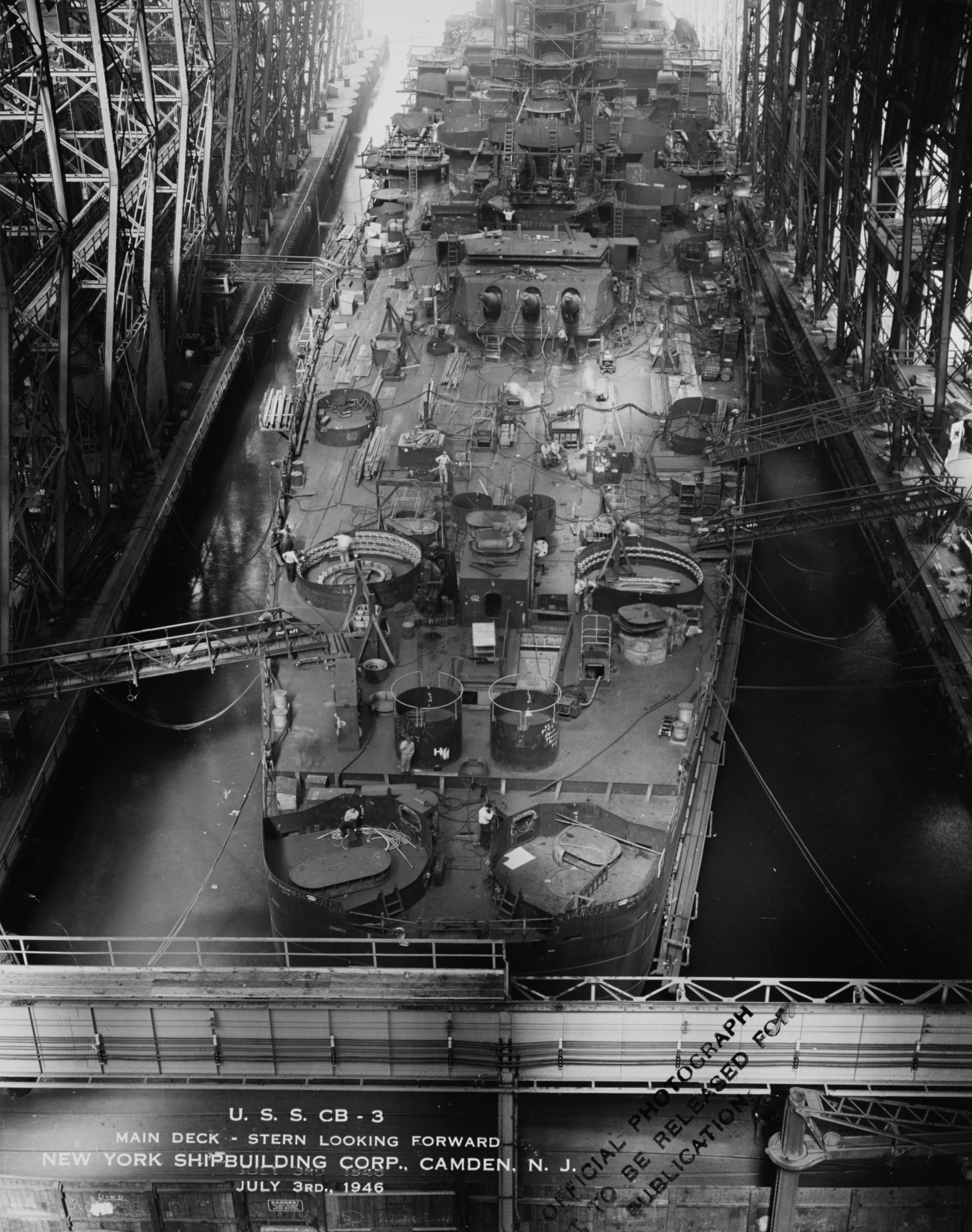
«Гавайи» незадолго до прекращения строительства. 3 июля 1946 года

Закладка киля «Гавайев» состоялась 20 декабря 1943 года, а 3 ноября 1945 года крейсер спустили на воду — через два года после однотипного «Гуама». После спуска на корабле, вероятно, успели начать достроечные работы, однако строительство было остановлено в феврале или апреле 1946 года в связи с сокращением военного бюджета после окончания Второй мировой войны; готовность корабля составляла 82,4 %. На тот момент на корабль были установлены башни главного калибра, а работа по формированию надстройки была почти завершена. Впрочем, последнюю демонтировали перед тем, как вывести корабль в резерв на территорию военно-морской верфи Филадельфии.

### Планы превращения в ракетный крейсер
В сентябре 1946 года «Гавайи» вместе с недостроенным линкором «Кентукки» рассматривался в качестве платформы для испытаний управляемых ракет. Согласно этим планам крейсер получал обозначение CB(SW), а его артиллерийское вооружение должно было состоять из шестнадцати 76-мм/70 орудий в спаренных установках. Бо́льшую часть ракет предполагалось разместить перед форштевнем, в то время как на корме должны были размещаться две пусковых установки. Подобная переделка не требовала наличия на крейсере брони и потому уже установленное бронирование могло быть снято за ненадобностью. Проект так и не был осуществлён и «Гавайи» остались в составе Резервного флота.
Два года спустя, в 1948 году, появился ещё один план переделки «Гавайев» в ракетный крейсер. Согласно этому плану, имевшему обозначение Project SCB 26A, «Гавайи» предлагалось достроить в качестве корабля, несущего управляемые баллистические ракеты (англ. Ballistic Guided Missile Ship). План предусматривал достройку крейсера с размещением на нём двенадцати пусковых установок для изготовленных в США баллистических ракет Фау-2 немецкой конструкции. Кроме них на крейсер должны были установить шесть пусковых установок для крылатых ракет SSM-N-2 Triton класса «земля-земля». Проект Triton был попыткой дать ВМС надёжные крылатые ракеты, которые можно запускать с кораблей. Проектирование началось в сентябре 1946 года после того, как проект получил поддержку ВМС. В 1950 году, после того как были сформулированы требования военных, проектанты приступили к созданию крылатой ракеты массой 16 тонн с прямоточным воздушно-реактивным двигателем и твердотопливными ракетными ускорителями, способными доставить боевую часть на расстояние 2000 морских миль (3700 км) при числе Маха, равном 1,6—2,5. В 1955 году требования были снижены до более реалистичных, работоспособный образец ожидался в 1965 году. В 1957 году проект был закрыт в пользу более перспективных проектов SSM-N-9/RGM-15 Regulus II и UGM-27 Polaris.
Ещё один план предусматривал запуск с передней гидравлической катапульты «Гавайев» крылатых ракет JB-2 Loon — американской модификации немецкой крылатой ракеты Фау-1. Кроме того, в кормовой части крейсера должны были быть установлены кран для подъёма летательных аппаратов и две катапульты. План был одобрен в 1948 году, а работы по нему должны были быть завершены в 1950 году. С учётом запланированных изменений крейсер был переклассифицирован из CB-3 в CBG-3. Тем не менее, в 1949 году переделку отменили наряду с другими проектами по установке баллистических ракет на надводные корабли, что было вызвано как нестабильностью жидкого ракетного топлива, так и несовершенством имевшихся в то время систем управления ракетным оружием.

### Большой корабль управления
Ещё одной попыткой достроить корабль в новом качестве был план по превращению его в «большой корабль управления» (англ. large command ship), озвученный в августе 1951 года. В этой роли «Гавайи» должен был быть увеличенным аналогом корабля управления «Нортгемптон», построенного на базе тяжёлого крейсера типа «Орегон». План предусматривал создание обширных штабных помещений, установку мощного радиолокационного комплекса и систем связи и управления, способных решать задачи управления авианосными соединениями, при этом корабль не оборудовался для решения задач управления амфибийными операциями. Артиллерийское вооружение корабля должно было состоять из шестнадцати 127-мм/54 орудий в одноорудийных установках. Увеличение калибра орудий с 76 до 127 мм было вызвано тем, что 76-мм орудия казались недостаточно мощными для такого корабля. Изменениям подвергся состав радиолокационного оборудования и системы управления артиллерийским огнём.
Планы перестройки корабля были одобрены, а 26 февраля 1952 обозначение корабля изменили на CBC-1. Деньги на проведение работ были включены в бюджет 1952 года, однако единственным осуществлённым изменением стал демонтаж 305-мм башен главного калибра. Вскоре стало ясно, что корабль с требуемыми характеристиками можно получить за меньшие деньги, переоборудовав меньшие по размерам и более дешёвые корабли, подобные лёгкому авианосцу «Райт», на основании чего в 1953 проект переоборудования «Гавайев» был отменён. 9 сентября 1954 года кораблю вернули его оригинальное обозначение CB-3.
В феврале 1957 года был опубликован проект, названный «Polaris Study-CB-3», авторы которого предлагали снять с «Гавайев» всю артиллерию и заменить её ракетным оружием: на месте третьей башни вертикально установить 12 пусковых установок ракетного комплекса Polaris, две пусковых установки зенитных ракет Talos (по одной в носу и корме), две пусковых установки зенитного комплекса Tartar (побортно в районе надстройки) и одиночную пусковую установку противолодочного ракетного комплекса ASROC на месте первой и второй башен главного калибра. Проект не был реализован.
9 июня 1958 года «Гавайи» был вычеркнут из списочного состава ВМС США. 15 апреля 1959 года корабль продали на слом компании «Бостон Металс» из Балтимора. Недостроенный корабль был отбуксирован в Балтимор, куда прибыл 6 января 1960 года, после чего началась его разборка.